# Erste Oeynhauser Krankenfahrzeug-Fabrik H. W. Voltmann

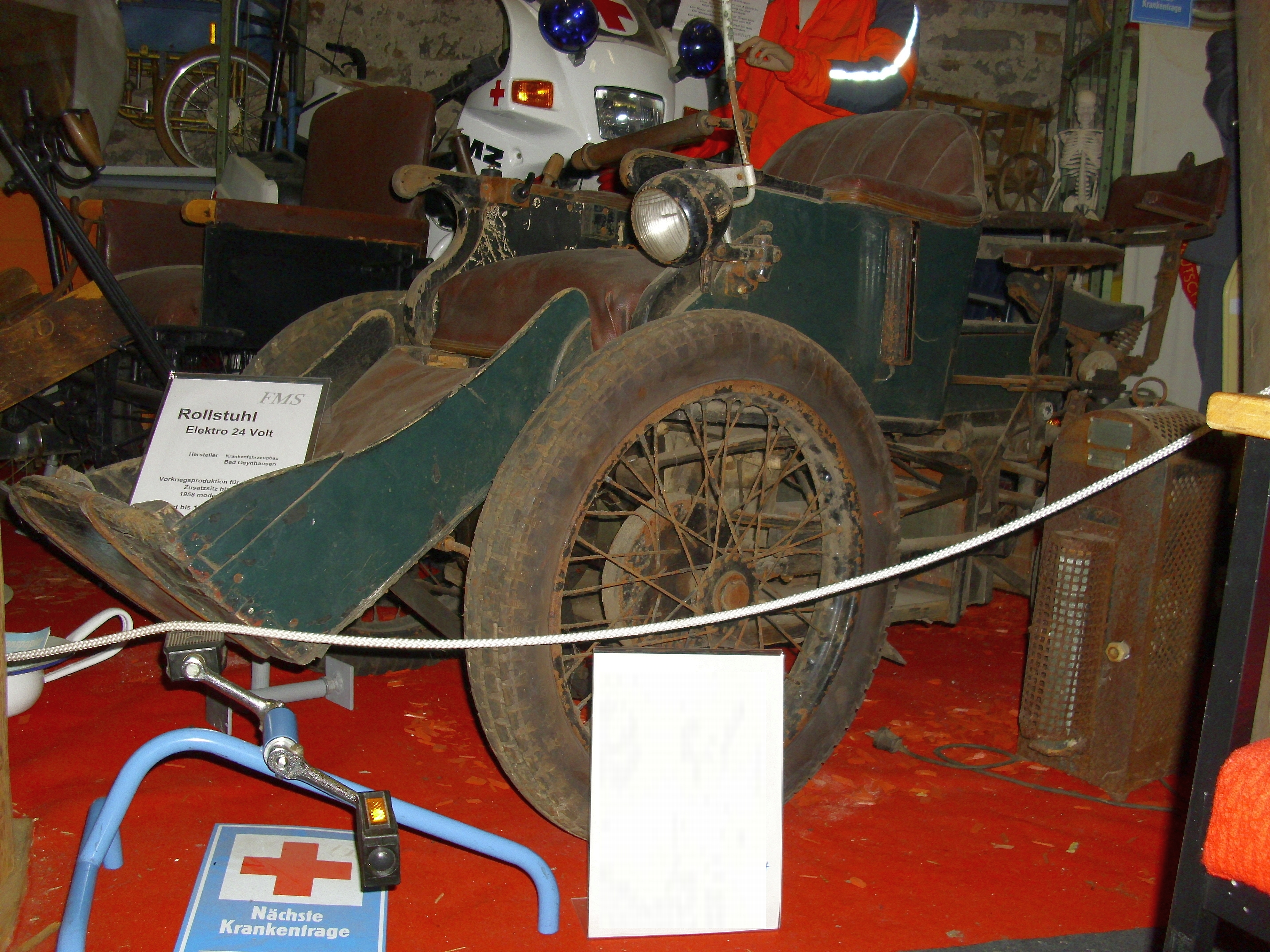
Westfalia-Krankenfahrstuhl

Die Erste Oeynhauser Krankenfahrzeug-Fabrik H. W. Voltmann war ein deutsches Unternehmen von Krankenfahrzeugen.

## Unternehmensgeschichte
Hermann Voltmann gründete 1871 in Bad Oeynhausen das Unternehmen. Zunächst entstanden unmotorisierte Rollstühle. 1936 folgten motorisierte Fahrzeuge. Der Markenname lautete Westfalia. Die Produktion endete 1979. Am 30. Januar 1985 wurde die Firma gelöscht.

## Motorfahrzeuge
Im Angebot standen motorisierte Fahrzeuge für Körperbehinderte. 1954 erschien das Modell M 50. Hier sorgte ein Zweitaktmotor von den ILO-Motorenwerken mit 125 cm³ Hubraum für den Antrieb. Der M 150 aus dem gleichen Jahr war sowohl mit dem genannten Ilo-Motor als auch mit einem Einbaumotor von Fichtel & Sachs mit wahlweise 175 cm³ oder 200 cm³ Hubraum erhältlich. Es war ein Dreirad mit vorderem Einzelrad. Gelenkt wurde mit einem Motorradlenker. Das Fahrzeug hatte eine offene Karosserie mit zwei Türen, eine feststehende Windschutzscheibe und ein Verdeck. Das Leergewicht war mit 320 kg angegeben.